# Kaukasisk ras

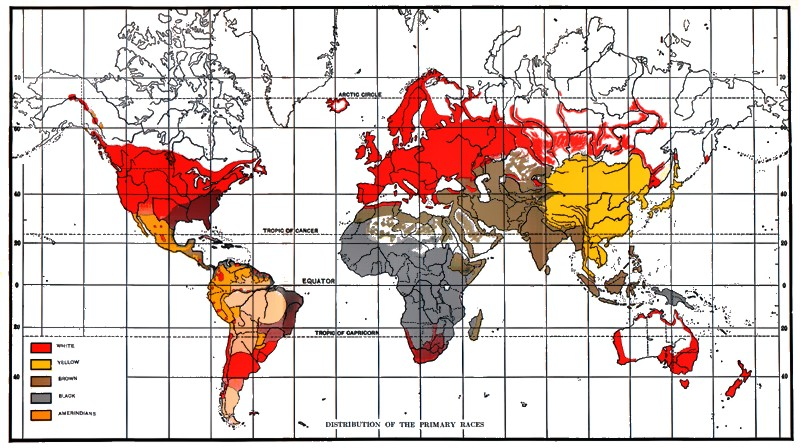
Amerikansk karta från 1920 över "Fördelningen av huvudraserna" i världen. Områdena för «den vita rasen» är markerade med rött; noggrannheten är emellertid diskutabel.

Kaukasisk ras, i äldre tid också kallad den vita rasen, var tidigare en av de huvudraser som människor inom antropologin traditionellt indelades i. Begreppet används fortfarande delvis, men har i stort sett spelat ut sin roll som särskiljningsbegrepp. Termen användes för första gången av Johann Friedrich Blumenbach.
Den kaukasiska rasen omfattar människor som ska ha sitt ursprung i Kaukasus-området, därav namnet, och inkluderar bland annat européer, perser och araber.
Den kaukasiska rasen gavs en definition av den fysiska antropologen Carleton S. Coon år 1934. De andra av raserna definierade av Coon var den mongoloida rasen, den australida rasen, den kongoida rasen och den kapoida rasen (de två sista utgör tillsammans den negroida rasen).
Hans definitioner blev dock mycket snart föråldrade. I Genetics and the Origin of Species (1937) visade Theodosius Dobzhansky att dessa inledningar är olämpliga för att definiera olika genetiska populationer bland människor. Istället studeras främst enstaka mindre populationer. Om några större övergripande indelningar används brukar de vara den kaukasiska, den asiatiska och den afrikanska rasen.

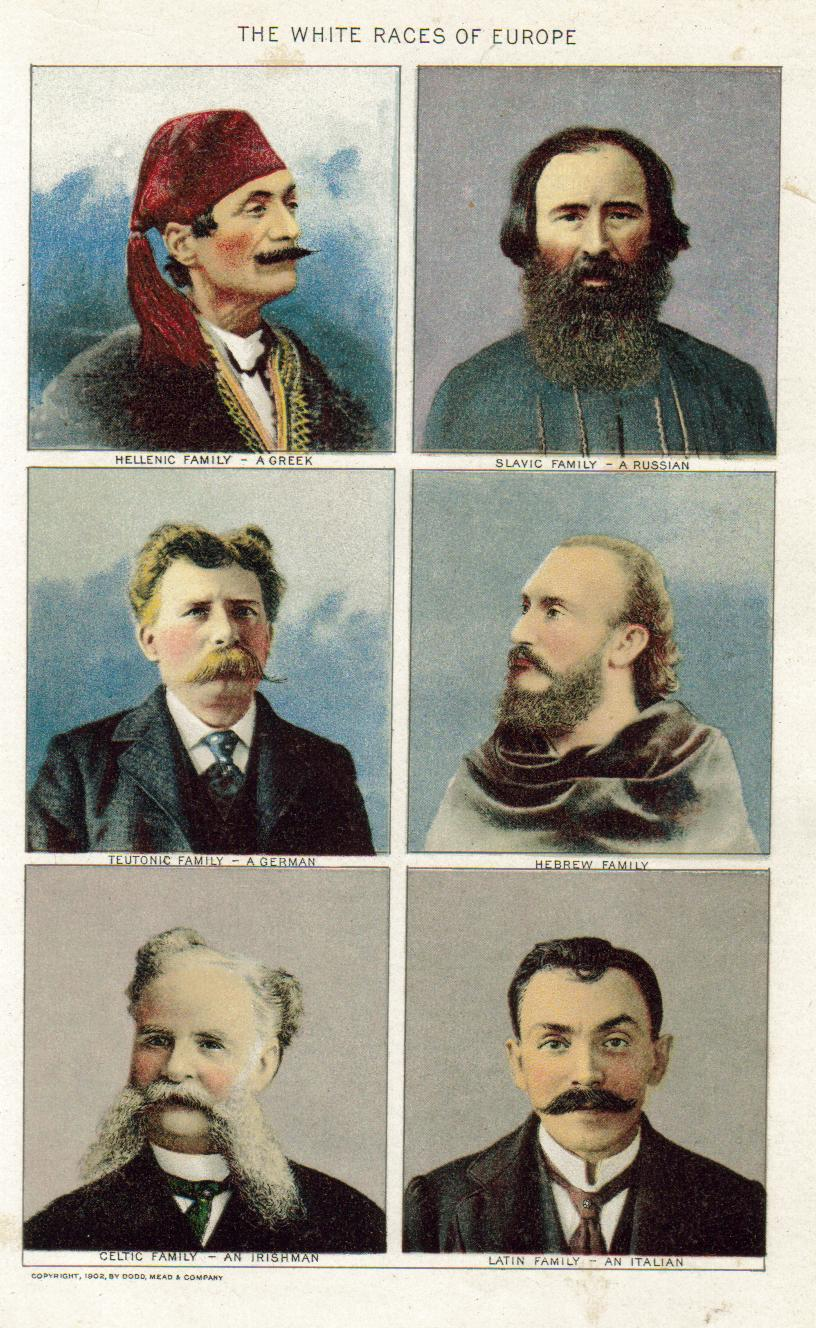
«De vita raserna i Europa» från New International Encyclopedia, USA 1902